# А. Ветлугин
Влади́мир Ильи́ч Рындзю́н, известный под литературным псевдонимом А. Ветлу́гин (в США известен как Voldemar Ryndzune Vetluguin и Voldemar Ryndzune); (24 февраля (8 марта) 1897, Ростов-на-Дону — 15 мая 1953, Нью-Йорк) — русский писатель, публицист и журналист, автор произведений «Авантюристы гражданской войны» (Париж, 1921), «Третья Россия» (Париж, 1922).

## Биография
Родился в Ростове-на-Дону в семье врача Ильи Гилелевича Рындзюна, 1854 года рождения, управлявшего в Ростове крупной водолечебницей, и Матильды (Матли) Борисовны Райвич, 1867 года рождения. Отец был основателем первой водолечебницы в России и написал два учебника по гидротерапии. У Владимира Ильича были сёстры Глафира, Людмила и Нина Ильинична Нисс-Гольдман, ставшая известным скульптором.
В 1906 поступил и в 1914 окончил с Золотой медалью Ростовскую на Дону гимназию, учреждённую Н. П. Степановым Незадолго до поступления в Москву в 1914 году по настоянию отца принял крещение как православный. Был зачислен на естественное отделение физико-математического факультета, но в течение семестра его перевели на медицинский, а в 1915 году он подал прошение о переводе на историко-филологический, но позднее снова восстановился на медицинском, поскольку родители отказались его содержать в ином случае.
Окончил юридический факультет Московского университета. В конце 1917 года дебютировал в периодической печати под собственным именем как журналист.
В 1918—1919, сотрудничая в белых газетах на Юге России, начал использовать псевдоним «А. Ветлугин» (в числе нескольких других псевдонимов). Работал в московской газете «Жизнь» вместе с Дон-Аминадо, который содействовал переезду журналиста в Париж, публиковал его в своём парижском журнале для детей «Зелёная палочка». В газету «Жизнь» его рекомендует анархист А. А. Боровой, который в 1918 году описывает Ветлугина так:
«...есть в нём что-то интеллектуально-преступное, какой-то душевный вывих, провал, цинизм, доходящий до грации»
В 1919—1920 году заведовал ростовской добровольческой газетой «Жизнь», затем из Ростова без российского паспорта и одежды через Новороссийск и Армавир уезжает в Батум, затем в Баку, Тифлис и с крымским паспортом — в Крым. В июне 1920 эмигрировал в Константинополь, затем переехал в Париж, сотрудничал в эмигрантской печати. Издал книги «Авантюристы гражданской войны» (Париж, 1921) и «Третья Россия» (Париж, 1922). Работал в газете, нерегулярно издаваемой В. Л. Бурцевым, «Общее дело». Весной 1922 переехал в Берлин, примкнул к сменовеховскому движению, сотрудничал в финансируемой советскими властями газете «Накануне». Издал книгу очерков «Герои и воображаемые портреты», «Последыши», роман «Записки мерзавца: моменты жизни Юрия Быстрицкого» (Берлин, 1922).
Осенью 1922 сопровождал Сергея Есенина и Айседору Дункан в Америку в качестве секретаря и переводчика и остался в США, где был менеджером Айседоры Дункан. В 1923 году сотрудничает с газетой «Русский голос» по приглашению Давида Бурлюка. В 1927 году занимался рекламным бизнесом. Именно он вошёл в американскую журналистику как популяризатор cover girl, помещения на обложку журналов фотографий привлекательных девушек. Работает в журнале «Либерти» под псевдонимом Фредерик Ван Райн.
C 1933 по 1943 А. Ветлугин — редактор популярнейшего иллюстрированного американского журнала для женщин «Redbook», после чего принимает приглашение Луиса Б. Майера, совладельца киностудии «Metro-Goldwyn-Mayer», стать его помощником, а также заведующим сценарным отделом MGM. В 1948 году А. Ветлугин получает должность продюсера и уже в 1949 году продюсировал свой первый фильм «Ист-Сайд, Вест-Сайд» с Барбарой Стэнвик и Джеймсом Мейсоном. В 1950 году А. Ветлугин продюсировал фильм «Её собственная жизнь» с Ланой Тёрнер и Рэем Милландом.
На сайте Нью-Йоркской публичной библиотеки указывается наличие материалов А. Ветлугина в отделе архивов и рукописей, поступивших в 1951 году. Имя и фамилия его в Америке приняли форму Voldemar Vetluguin.

### Семья
- Отец — Илья Гилелевич Рындзюн, известный в России в конце XIX века врач, основавший в Ростове-на-Дону уникальную водолечебницу, автор учебника «Основы водолечения и светолечения в связи с краткими историями болезней, использованных под личным наблюдением автора, в его водолечебнице в г. Ростове-на-Дону, 1895—1901 год» (1901) и «Гидротерапия» (1926)[15].
- Мать — Матильда Борисовна Рындзюн, урождённая Райвич.
- Жена (1949—1952) — Беверли Майклз (Beverly Michaels, 1928—2007), актриса американского кино.
- Сестра — скульптор Нина Ильинична Нисс-Гольдман (1892—1990).

## Сочинения
- Авантюристы гражданской войны. — Париж, 1921. — 187 с.
- Третья Россия. — Париж, 1922.
- Герои и воображаемые портреты. — Берлин, 1922.
- Последыши. Очерки расплавленной Москвы. — Берлин, 1922.
- Записки мерзавца: Моменты жизни Юрия Быстрицкого. — Берлин: Русское творчество, 1922.

## Фильмография
- 1949 — «Ист-Сайд, Вест-Сайд», продюсер
- 1950 — «Её собственная жизнь», продюсер
- В российском биографическом сериале «Есенин» Ветлугина сыграл актёр Даниил Спиваковский

## Интересные факты
- В фильме Ветлугина «Ист-Сайд, Вест-Сайд» снималась молодая актриса Нэнси Дэвис, будущая жена президента США Рональда Рейгана.
- В фильме «Ист-Сайд, Вест-Сайд» дебютировала 20-летняя Беверли Майклз (Beverly Michaels), на которой А. Ветлугин женился в том же 1949 году.